# Hexenturm (Rheinbach)

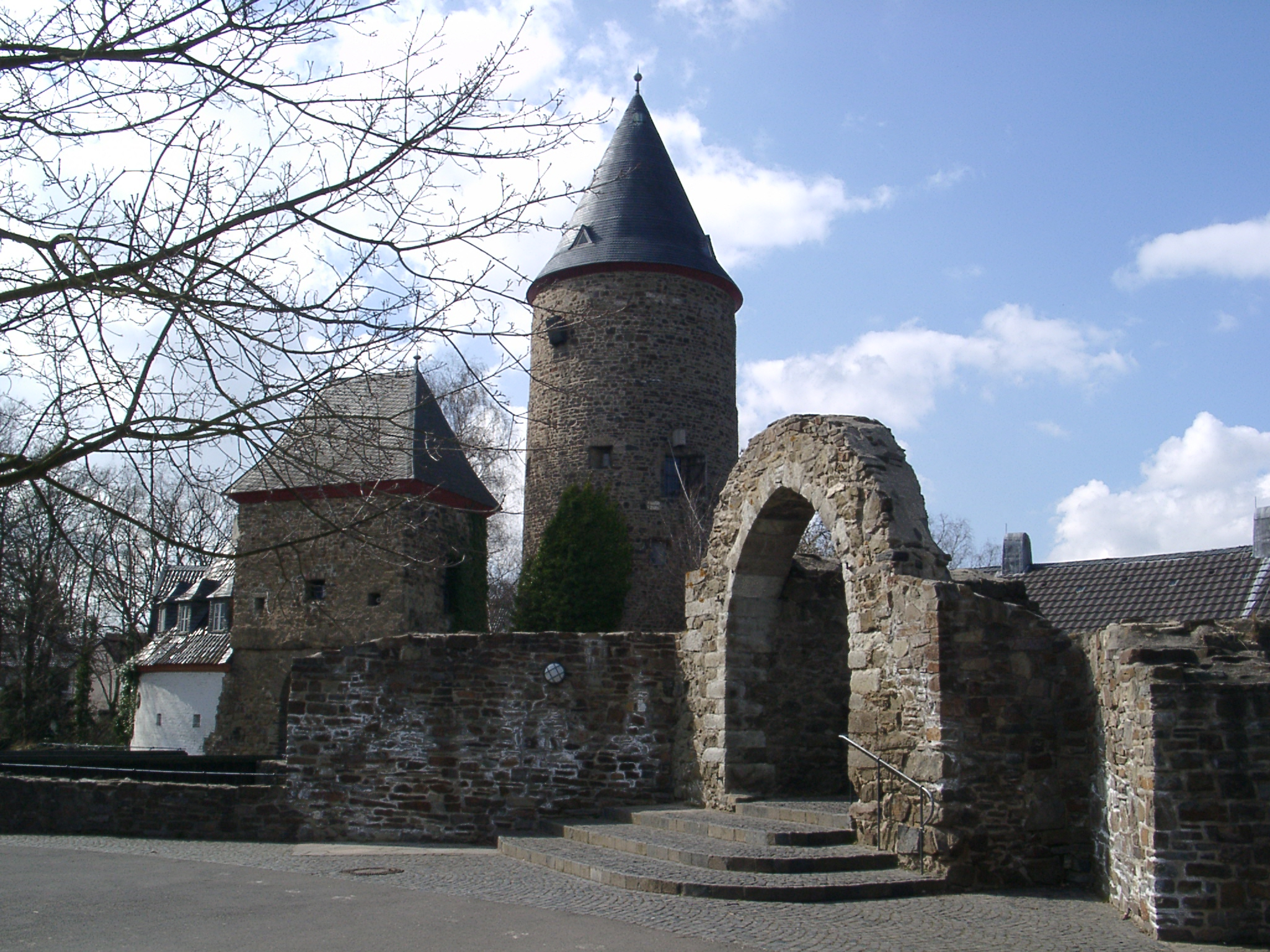
Reste der Burg Rheinbach mit dem Hexenturm

Der Hexenturm in Rheinbach im Rhein-Sieg-Kreis in Nordrhein-Westfalen ist der erhaltene Bergfried der ehemaligen Rheinbacher Burg. Er steht im mittelalterlichen Stadtkern an der Bachstraße/Himmeroder Wall und ist das Wahrzeichen der Stadt.

## Baubeschreibung
Der viergeschossige, zweischalige romanische Rundturm wurde im 12. Jahrhundert aus Bruchsteinen errichtet, die fast komplett aus dem Abbruch des Römerkanals gewonnen wurden. Eine Datierung der Burganlage in die zweite Hälfte des 12. Jahrhunderts wird durch eine dendrochronologische Bestimmung eines im Turm befindlichen Abortsitzes aus Eichenholz für das Jahr 1175 gestützt. Der Wehrturm lag an der strategisch bedeutsamen Aachen-Frankfurter Heerstraße. In den Folgejahren entstand unter den Herren von Rheinbach um den Bergfried herum eine Burganlage (Hauptburg), die im 13. Jahrhundert noch eine Vorburg erhielt. Der Turm stand im Zentrum der über einem polygonalen Grundriss errichteten Burg. Später wurde der Turm in den Südostteil der mittelalterlichen Stadtbefestigung von Rheinbach eingebunden. Die Burg existiert zum großen Teil nicht mehr, 1951 wurde an ihrer Stelle eine Schule errichtet.
Der Durchmesser des Turmes beträgt 9 Meter, seine Höhe 34,5 Meter und die Mauerstärke 2,2 Meter. Im Erdgeschoss liegen zwei Abortanlagen, im dritten Geschoss befindet sich ein historischer Wandkamin sowie eine Maueröffnung zum Wehrgang der ehemaligen Stadtmauer. Der Turm steht unter Denkmalschutz.

## Name und neuzeitliche Nutzung
Der unterste Raum des Turms wurde im 17. Jahrhundert als sogenannter „Hexenkerker“ genutzt. Die Namensgebung (Hexenturm) erinnert an die Hexenprozesse, die in Rheinbach vor allem zwischen 1631 und 1636 stattfanden. Vermutlich wurden in Rheinbach rund 130 Menschen als Hexen angeklagt, gefoltert und verbrannt, die im Kerker des ehemaligen Bergfrieds eingesperrt worden waren.
Nach der Privatisierung zum Beginn des 19. Jahrhunderts durch die Französische Domänenverwaltung, bei der noch existierende Teile der Befestigungsanlage parzellenweise veräußert wurden, diente der Burgturm eine Zeit lang als Windmühle. 1913 gelangte der Turm wieder in das Eigentum der Stadt. Der bis dahin vorhandene Zinnenkranz wurde nach dem Aufbau eines Kegeldaches verdeckt.
Eine umfangreiche Restaurierung erfolgte 1980. Heute ist der Turm mit einer heimatkundlichen Sammlung eine Touristenattraktion. Er wird auch als Bürgerhaus genutzt und kann von der Stadtverwaltung für private Veranstaltungen angemietet werden.

## Trivia
Der Roman Der Hexenschöffe von Petra Schier (Rowohlt Taschenbuch, 2014, ISBN 978-3-499-26800-7, 512 S.) thematisiert den Rheinbacher Hexenturm und die dortigen Hexenprozesse.
Im Roman Rapunzelgrab von Judith Merchant (Knaur, 2022, ISBN 978-3-426-52736-8, 411 S.) dreht sich die Handlung um eine Tote, die zu Füßen des Hexenturms gefunden wird.